# Kedar
Kedar (hebrejsky קֵדָר, podle biblického citátu z Písně písní 1,5 - „Černá jsem, a přece půvabná, jeruzalémské dcery, jak stany Kédarců“, v oficiálním přepisu do angličtiny Qedar přepisováno též Keidar) je izraelská osada typu společná osada (jišuv kehilati) na Západním břehu Jordánu v distriktu Judea a Samaří a v Oblastní radě Guš Ecion.

## Geografie
Nachází se v nadmořské výšce 530 metrů v severní části Judska, v Judské poušti, cca 2 kilometry jižně od Ma'ale Adumim, cca 8 kilometrů jihovýchodně od historického jádra Jeruzalému a cca 62 kilometrů jihovýchodně od centra Tel Avivu. Osada je na dopravní síť Západního břehu Jordánu napojena zejména pomocí lokální silnice, která směřuje do aglomerace Ma'ale Adumim a dál k dálnici číslo 1, která spojuje Tel Aviv, Jeruzalém a oblast Mrtvého moře.
Kedar sice je součástí Oblastní rady Guš Ecion, ale leží spíše v oblasti územně kompaktního bloku izraelských sídel okolo města Ma'ale Adumim (tzv. Guš Adumim). Tento blok je směrem na jih a východ lemován pouštní a prakticky neosídlenou krajinou Judské pouště. Významnější palestinská sídla se nacházejí jen na jeho západním okraji. Nejblíže je to vesnice 'Arab al-Jahalin, která už je součástí palestinské aglomerace východního Jeruzaléma.

## Dějiny
Kedar byl založen v roce 1985. Leží na území Západního břehu Jordánu, který byl v roce 1967 dobyt izraelskou armádou.
16. května 1982 rozhodla izraelská vláda, že v této oblasti zřídí novou osadu nazývanou pracovně Ne'ot Kedumim. Mělo jít o zemědělskou osadu s plánovaným rozsahem 150 bytů v 1. fázi. 31. ledna 1984 se vláda zabývala přípravou vzniku nové osady nazývané nyní Micpe Jehuda (Mitzpe Yehuda) s tím, že přesné umístění se ještě bude řešit. Finální rozhodnutí padlo 30. srpna 1984, kdy vláda stanovila, že se musí vyřešit ambice dvou přípravných skupin osadníků na zřízení vesnice v této oblasti. K faktickému založení osady došlo v roce 1984. Skládá se ze dvou částí, z větší severní a z menší jižní, která je tvořena spíše provizorní zástavbou. Územní plán umožňuje v severní části obce výstavbu 262 bytových jednotek z nichž byla zatím postavena zhruba polovina.
Za vznikem obce stáli aktivisté pravicových hnutí Betar a Cherut. Ve vesnici funguje mateřská škola, vyšší školské stupně jsou k dispozici v Ma'ale Adumim a Jeruzalému. V těchto nedalekých městech je i většina pracovních míst.
Počátkem 21. století byl Kedar stejně jako téměř celý blok izraelských sídel Guš Adumim okolo města Ma'ale Adumim zahrnut do projektu bezpečnostní bariéry, na jejímž jižním okraji má ležet. Podle stavu k roku 2008 ale tato bariéra ještě nebyla v tomto úseku postavena a ani její trasa ještě nebyla definitivně stanovena. Obec ovšem již nyní těží ze své polohy poblíž lidnatého a územně kompaktního bloku izraelských sídel, který si Izrael hodlá ponechat i po případné mírové smlouvě s Palestinci. V roce 2009 navrhlo izraelské ministerstvo vnitra, aby byl Kedar připojen k městu Ma'ale Adumim.
V polovině roku 2009 začaly v Kedar přípravné práce na výstavbě skupiny 42 rodinných domů.

## Demografie
Obyvatelstvo obce je v databázi rady Ješa popisováno jako smíšené, tedy složené ze sekulárních i nábožensky založených Izraelců. V populaci převažují Sefardi, ale roste i podíl Aškenázů, pro které se chystá výstavba nové synagogy. Podle údajů z roku 2014 tvořili naprostou většinu obyvatel Židé osob (včetně statistické kategorie "ostatní", která zahrnuje nearabské obyvatele židovského původu ale bez formální příslušnosti k židovskému náboženství).
Jde o menší obec vesnického typu s dlouhodobě rostoucí populací. K 31. prosinci 2014 zde žilo 1384 lidí. Během roku 2014 populace stoupla o 7,0 %.
| Rok            | 1993 | 1994 | 1995 | 1996 | 1997 | 1998 | 1999 | 2000 | 2001 | 2002 | 2003 | 2004 | 2005 | 2006 | 2007 | 2008 | 2009 | 2010 | 2011 | 2012 | 2013 | 2014 |
| -------------- | ---- | ---- | ---- | ---- | ---- | ---- | ---- | ---- | ---- | ---- | ---- | ---- | ---- | ---- | ---- | ---- | ---- | ---- | ---- | ---- | ---- | ---- |
| Počet obyvatel | 185  | 198  | 220  | 292  | 319  | 371  | 393  | 447  | 538  | 585  | 624  | 658  | 728  | 782  | 801  | 852  | 960  | 1028 | 1143 | 1246 | 1294 | 1384 |